# The Academy in Peril
The Academy in Peril je druhé sólové studiové album velšského hudebníka Johna Calea, vydané v červenci roku 1972 prostřednictvím hudebního vydavatelství Reprise Records. Spolu s albem Paris 1919 vydaném v následujícím roce jde o jediné Caleovo album vydané touto společností; později přešel k vydavatelství Island Records. Ve třech skladbách z alba Calea doprovázel pětaosmdesátičlenný orchestr Royal Philharmonic Orchestra. Jedna z písní z alba byla použita ve filmu Andyho Warhola; ten výměnou vytvořil obal pro toto album.

## Před vydáním
Po svém odchodu ze skupiny The Velvet Underground začal John Cale uvažovat o složení symfonie. Následně vydal písňové album Vintage Violence, které však nemělo úspěch a tak se rozhodl, že realizuje nápad se symfonií. Nakonec však pro album The Academy in Peril nesložil symfonii, ale pouze několik orchestrálních skladeb. Sám také řekl, že styl hudby na tomto albu chtěl přiblížit stylu, který vytvářel na albech zpěvačky Nico. Skladby vznikaly improvizací na syntezátoru přímo ve studiu. Cale je následně přepsal a pozval orchestr. V roce 1974 v rozhovoru pro časopis Melody Maker řekl, že původní verze skladeb byly zajímavější než ty s orchestrem. Jako zvukový inženýr byl v bookletu alba uveden „Jean Bois“, což byl ve skutečnosti John Wood.
Některé skladby byly nahrány ve studiu The Manor a některé v Kostele svatého Jiljí v londýnské čtvrti Cripplegate. Skladby byly mixovány ve studiu Air Recording Studios v Londýně.

## Vydání
Album The Academy in Peril vyšlo v červenci roku 1972 prostřednictvím hudebního vydavatelství Reprise Records. Na obalu alba, který vytvořil Andy Warhol, jsou různé fotografie Caleových očí. Na obalu se nachází celkem 25 fotografií. V roce 2014 album vyšlo v reedici na gramofonové desce u vydavatelství 4 Men with Beards; o jeho remastering se postaral Gary Hobish.

## Skladby
Album otevírá čtyř a půl minutová píseň „The Philosopher“ (jejíž pracovní název byl „Woodwork“), ve které hraje na slide kytaru Ron Wood. Na druhé pozici se nachází bezmála sedmiminutová klavírní skladba „Brahms“. V druhé části skladby „Legs Larry at Television Centre“ vypráví Legs Larry Smith. Smith tehdy žil nedaleko studia, v němž bylo album nahráno, a jednou se v něm zastavil. Text písně je improvizovaný. Cale Smithovi řekl, že nyní je režisérem televizního kanálu a ať říká to, co jej zrovna napadá. Dále je zde slyšet Caleova hra na violu. Následuje „The Academy in Peril“, skladba, která dala titul celém albu, v níž John Cale hraje pouze na klavír. Zatímco první polovina skladby je spíše minimalistická, ve druhé je již více dramatická.
Na šesté pozici se nachází dvouminutová píseň „Days of Steam“, která byla ještě v témže roce použita ve filmu Heat popartového umělce Andyho Warhola. Ten se Caleovi odvděčil tím, že vytvořil obal pro toto album. Osmá „King Harry“ byla podle Calea první ze všech písní na albu, kterou po příchodu do studia nahrál. Rovněž o ní řekl, že byla inspirována reggae hudbou. V písní je slyšet mimo jiné xylofon, akustická kytara a trubka a její text je přednášen šeptáním. Album uzavírá bezmála osmiminutová skladba „John Milton“.
Během nahrávání tohoto alba byla nahrána ještě skladba „Temper“, která v roce 1980 vyšla na propagační kompilaci společnosti Warner Bros. Records nazvané Troublemakers a v roce 1994 vyšla na Caleově výběru Seducing Down the Door.

## Kritika
Ned Raggett, který album ocenil čtyřmi z pěti možných hvězdiček, ve své recenzi pro server Allmusic napsal, že Cale na tomto albu vytvořil soubor písní, který v době svého vydání pravděpodobně zmátl více než jednoho posluchače.

## Seznam skladeb
Autorem všech skladeb je John Cale.
| Pořadí         | Název                                                                     | Délka |
| -------------- | ------------------------------------------------------------------------- | ----- |
| 1.             | The Philosopher                                                           | 4:25  |
| 2.             | Brahms                                                                    | 6:55  |
| 3.             | Legs Larry at Television Centre                                           | 3:35  |
| 4.             | The Academy in Peril                                                      | 6:20  |
| 5.             | Intro                                                                     | 0:57  |
| 6.             | Days of Steam                                                             | 1:58  |
| 7.             | 3 Orchestral Pieces“ 1. „Faust“ 2. „The Balance“ 3. „Capt. Morgans Lament | 8:30  |
| 8.             | King Harry                                                                | 4:04  |
| 9.             | John Milton                                                               | 7:54  |
| Celková délka: | Celková délka:                                                            | 45:24 |

## Obsazení
hudebníci
- John Cale – baskytara, kytara, viola, klávesy
- Adam Miller – zpěv v „King Harry“
- Del Newman – bicí
- Ronnie Wood – slide kytara
- Legs Larry Smith – povídání v „Legs Larry at Television Centre“
- Royal Philharmonic Orchestra

technická podpora
- John Cale – producent
- Jean Bois – nahrávací technik
- Andy Warhol – obal
- Ed Thrasher – fotografie